# Montinieae
Montinieae, manji biljni tribus iz porodice Montiniaceae. Sastoji se od dva roda (jedan je monotipski) sa ukupno 4 vrste iz Afrike i Madagaskara.

## Rodovi
1. Montinia Thunb. (1 sp.)
2. Grevea Baill. (3 spp.)